# Рокдејл (Висконсин)
Рокдејл (енгл. Rockdale) град је у америчкој савезној држави Висконсин.

## Демографија
По попису из 2010. године број становника је 214, што је 0 (0,0%) становника више него 2000. године.
| Група             | 2000.       | 2010.       |
| Белци             | 212 (99,1%) | 208 (97,2%) |
| Афроамериканци    | 1 (0,5%)    | 0 (0,0%)    |
| Азијати           | 0 (0,0%)    | 1 (0,5%)    |
| Хиспаноамериканци | 1 (0,5%)    | 4 (1,9%)    |
| Укупно            | 214         | 214         |